# Zgornji Slemen (gmina Maribor)
Zgornji Slemen – wieś w Słowenii, w gminie miejskiej Maribor. W 2018 roku liczyła 87 mieszkańców. 